# Крус, Пенелопа
Пенело́па Крус Са́нчес (исп. Penélope Cruz Sánchez; род. 28 апреля 1974[…], Алькобендас, Мадрид) — испанская актриса кино и телевидения, модель. Одна из самых известных актрис Испании и первая среди них, добившаяся широкого успеха у себя на родине и в Голливуде.
Актёрскую карьеру Пенелопа начала в 1991 году на телевидении. Её кинодебют состоялся через год после выхода на широкие экраны трагикомедии «Ветчина, ветчина», получившей одобрение критиков. В дальнейшем она построила успешную кинокарьеру, снявшись в более чем пятидесяти фильмах, среди которых были «Открой глаза», «Страна холмов и долин», «Девушка твоей мечты», «Женщина сверху», «Кокаин» и «Ванильное небо». Также работала в разножанровых проектах, включая «Проснувшись в Рино», «Готика», «Ноэль» и «Сахара». За роль в фильме «Вики Кристина Барселона» Крус стала обладательницей множества наград, в том числе «Оскара» (первая испанская актриса, получившая эту премию) и BAFTA в номинации «Лучшая женская роль второго плана». Актриса также номинировалась на «Оскар» за роли в фильмах «Возвращение», «Девять» и «Параллельные матери». Владелица именной звезды на Аллее славы в Голливуде.
Помимо актёрской карьеры, Крус работает в модельном бизнесе — она сотрудничала с модельером Ральфом Лореном, а также с компаниями Mango и L’Oréal. Кроме того, она активно занимается филантропией, регулярно жертвуя денежные средства на благотворительные цели бедным странам, и участвует в борьбе со СПИДом.

## Юность
Для женщины хороший парикмахер гораздо важнее психолога. Ведь внешность можно изменить буквально за час. Это знание я получила ещё в детстве, когда крутилась около маминой парикмахерской. К тому же оказалось, что в обмен на красоту женщины готовы делиться самыми сокровенными тайнами.
Пенелопа Крус Санчес родилась 28 апреля 1974 года в испанском городе Алькобендас. Отец Пенелопы — Эдуардо Крус, розничный торговец и автомеханик (1953—2015). Мать — Энкарна Санчес, парикмахер и импресарио. Пенелопа была старшим ребёнком в семье: у неё есть сестра Моника, тоже актриса, и младший брат Эдуардо — музыкант и певец. Также имеет единокровную сестру (по отцу) Сальму. В детстве воспитывалась как католичка. Девочка росла в Алькобендасе и часто проживала в доме своей бабушки. По мнению Крус, её детство было счастливым.
В юные годы у Крус не было планов стать актрисой, основным её пристрастием были танцы. Она училась классическому балету и в течение девяти лет посещала занятия в Испанской национальной консерватории. Окончив консерваторию, Крус переехала в США, посвятив семь лет нью-йоркской школе Кристины Роты, три из которых она изучала испанский балет, а четыре — театр. По словам актрисы, балет помог ей проявить дисциплину, которая была бы важна в её будущей актёрской карьере. В 10—11 лет Пенелопа стала киноманом, и тогда отец купил ей видеомагнитофон Betamax, который тогда был очень редкой вещью.
В подростковом возрасте Пенелопа окончательно решила связать себя с актёрским искусством после просмотра комедии «Свяжи меня!» испанского режиссёра Педро Альмодовара. Будущая актриса начала искать агентов, однако она несколько раз была отвергнута ими, поскольку её считали слишком молодой. Крус прокомментировала этот опыт: «В детстве я была очень экстравертной… Я училась в старших классах по вечерам, занималась балетом и ходила на кастинги. Я искала агента, и она трижды отвергала меня, потому что я была маленькой девочкой, но я всё равно возвращалась. Я все ещё с ней после всех этих лет». В 1989 году в 15-летнем возрасте Крус наконец была принята в агентство по поиску талантов. В 1999 году агент актрисы Катрина Байонас рассказывала: «Она была абсолютно волшебной во время прослушивания. Очевидно, что в этом ребёнке было что-то очень впечатляющее… Она была очень зелёной, но ощущалось присутствие. Было что-то шедшее изнутри».

## Карьера

### 1989—1996: Ранние работы

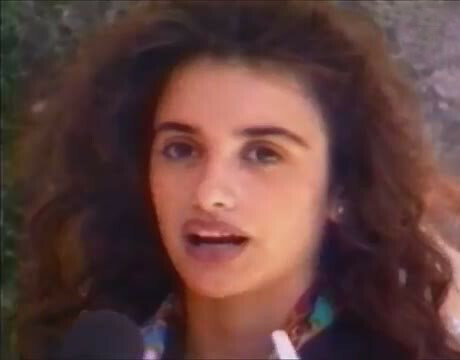
Пенелопа Крус в 1992 году

В 1989 году Крус появилась в музыкальном видео испанской поп-группы Mecano «La Fuerza del Destino». В период с 1990 по 1997 год начинающая актриса была ведущей телешоу La Quinta Marcha, которая ориентировалась на подростковую аудиторию. В 1991 году 17-летняя Пенелопа получила небольшую роль в эпизоде эротического телесериала «Розовая серия», где она появилась полностью обнажённой.
В 1992 году Крус снялась в своём первом фильме — комедийной драме «Ветчина, ветчина». В фильме актриса исполнила роль молодой девушки Сильвии, беременной от сына владельца фабрики Хосе. Однако его мать не одобряет их отношения, и нанимает Рауля (в исполнении Хавьера Бардема), чтобы соблазнить Сильвию. Журнал People отметил, что после того, как Крус появилась топлес в фильме, она стала «главным секс-символом». В 1999 году в интервью Los Angeles Daily News Пенелопа рассказывала: «Я не была готова к наготе. […] Но я не жалела об этом, потому что я хотела начать работать, и это изменило мою жизнь». Её роль получила благоприятные отзывы от критиков, в частности, Крис Хикс из Deseret News описал Сильвию в исполнении Крус как «очаровательную». Кинокритик Роджер Эберт из Chicago Sun-Times, в свою очередь, писал: «Актёрский состав фильма весьма привлекателен, в особенности Пенелопа Крус в роли Сильвии». Чарли Роуз из 60 Minutes отметил, что Крус «стала внезапной сенсацией с её обнажёнными сценами и талантом». Когда Роуз спросил актрису в интервью, была ли она обеспокоена тем, как будет воспринята после этой роли, та ответила: «Я просто знала, что должна была сделать полностью противоположное». Уже через год Крус была номинирована на первые в своей карьере испанские премии «Гойя» и Actors and Actresses Union Awards за лучшую женскую роль. В этом же году Пенелопа появилась в комедии «Изящная эпоха», сыграв девственницу Лус. Журнал People отметил, что актриса в этой роли показала свою «разносторонность». За этот фильм Крус была удостоена награды Actors and Actresses Union Awards. В период с 1993 по 1996 год Крус приняла участие в съёмках десяти испанских и итальянских фильмов.
Когда Крус исполнилось двадцать, она переехала в Нью-Йорк и в течение двух лет проживала на улице Кристофер-стрит и квартале Гринвич-Виллидж, продолжая изучать балет и английский язык. Позже она вспоминала о том, как начала учить язык «слишком поздно», зная только один диалог для кастинга; помимо этого, она могла сказать только фразы «Как дела?» и «Спасибо».

### 1997—2000: Признание
В 1997 году Крус перевоплотилась в поклонницу Джона Леннона в испанской комедии «Опасности любви». Также актриса приняла участие в ещё двух проектах: шведском фильме «Райский уголок» и мелодраме Педро Альмодовара «Живая плоть». За последний Пенелопа была удостоена очередной номинации на Actors and Actresses Union Awards. Фильм «Живая плоть», являвшимся первой совместной работой Крус и Альмодовара, стал отправной точкой для их многолетнего сотрудничества. 1997 год закончился для Пенелопы Крус появлением в мистической драме «Открой глаза» Алехандро Аменабара. Она сыграла Софию, любовницу главного героя Сесара в исполнении Эдуардо Норьеги.
В следующем году Крус появилась в своём первом американском фильме-вестерне Билли Крудапа «Страна холмов и долин». Позже актриса признавалась, что в процессе съёмок она испытывала трудности при общении с актёрами, говорящими на английском языке. Кевин Лалли из Film Journal International комментировал: «В таком нелепом актёрском составе испанская актриса Пенелопа Крус […] гораздо более привлекательна в роли Джозефы, чем в своих предыдущих ролях». Несмотря на провал киноленты, Пенелопа была номинирована на премию ALMA в категории «Лучшая женская роль».

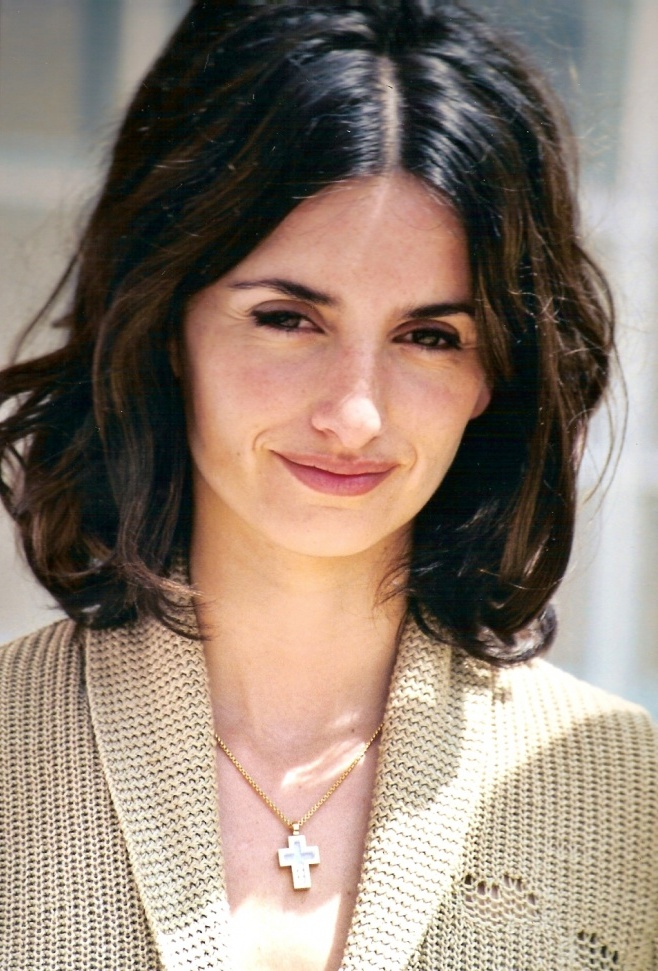
Пенелопа Крус на Каннском кинофестивале в 2003 году

Следующей работой актрисы стал проект Фернандо Труэбы «Девушка твоей мечты», где Крус исполнила роль певицы Макарены Гранады. Актёрская игра Пенелопы была одобрена многими кинокритиками: Джонатан Холлолэнд из Variety писал: «Если по-прежнему необходимо подтверждение, что Крус — сначала актриса, и только затем — красавица, то вот оно». Рецензия, оставленная на сайте Film4, комментировала: «Крус неизбежно сосредотачивает на себе внимание в фильме», а также отмечала, что фильм «великолепен». Также в прессе данная работа Крус рассматривалась как её «крупнейшая роль на сегодняшний день». Участие Пенелопы в кинокартине принесло ей победы на церемониях «Гойя» и Actors and Actresses Union Awards, а также номинацию на Премию Европейской киноакадемии.
В 1999 году Пенелопа Крус вновь сотрудничала с кинорежиссёром Педро Альмодоваром, работая вместе с ним над фильмом «Всё о моей матери». Через год она получила свою первую главную роль в комедии «Женщина сверху», где актриса сыграла шеф-повара Изабеллу, с детства страдающую морской болезнью. Лиза Нессельсон из Variety положительно оценила игру Пенелопы и её партнёра по съёмочной площадке Гарольда Перрино, добавив, что актриса «обладает очаровательным акцентом». Кинокритик Джейн Кроутер заявила, что Крус в этой роли «удивительно наивна». В этом же году Крус и Мэтт Деймон в вестерне Билли Боба Торнтона «Неукротимые сердца» исполнили роли любовников Алехандры и Джона. Сьюзан Старк из Detroit News отметила, что Торнтон смог добиться от Деймона, Генри Томаса и Крус «весьма впечатляющей игры». Тем не менее Боб Лонджиго проявил меньше энтузиазма к работе Крус и Дэймона, сказав, что «их влечение друг к другу вряд ли бы нагрело банку бобов».

### 2001—2005: Прорыв и неудачи
2001 год стал переломным в карьере Крус после роли в фильме «Ванильное небо», американском ремейке киноленты «Открой глаза». Актриса снова сыграла роль подруги главного героя Софии, а её партнёром по площадке стал Том Круз. Её работа была хорошо оценена критиками: Брэндон Грейдон писал, что Крус «очаровательна», а Итан Алтер отмечал, что дуэт Пенелопы и Тома «способен создать нужную атмосферу». «Ванильное небо» на тот момент стал самым кассовым в карьере актрисы. В том же году Пенелопа появилась в драматическом фильме «Кокаин», адаптации книги Брюса Портера 1993 года. Крус сыграла роль второго плана — Мирту, жену Джорджа Лунга в исполнении Джонни Деппа. Однако, несмотря на то, что отзывы об актёрской игре Крус в «Ванильном небе» и «Кокаине» были в целом неплохими, она не была отмечена никакими премиями, за исключением номинации на «Золотую малину» (за оба фильма) как худшая актриса года.
В дальнейшем с конца 2001 по 2005 год в карьере Пенелопы Крус наметился спад. После работы над провалившимся фильмом «Выбор капитана Корелли» (за которую она получила номинацию на «Золотую малину»), Крус продолжала терпеть неудачи. Десять фильмов с её участием, вышедшие в этот период, имели в основном неоднозначные или провальные оценки критиков. В частности, отрицательно была оценена игра актрисы в комедии «Нет вестей от Бога», где её образ «крутой девчонки» и «помощницы Сатаны» рецензенты сочли «уморительно плохой идеей» и «в подмётки не годящейся своей посреднице из „Кокаина“» соответственно. А критик Питер Брэдшоу в отзыве на другой фильм с её участием «Фанфан-тюльпан» вообще посчитал, что она «заслуживает особую Каннскую „Золотую малину“ за чистейшую халтуру». Единственным успешным фильмом для Крус того периода был «Не уходи»: она не только получила благоприятные отзывы кинокритиков, но и была удостоена премии Давида ди Донателло и номинации на «Гойю».

### 2006—2009: Всемирное признание

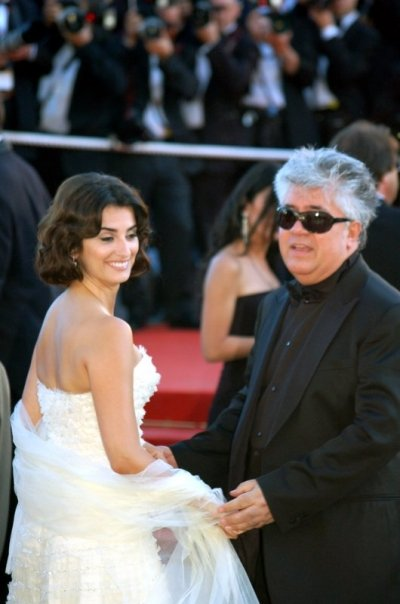
Пенелопа Крус и Педро Альмодовар на Каннском кинофестивале в 2006 году

После выхода на широкие экраны комедийного боевика «Бандитки», где Крус снималась вместе с Сальмой Хайек, актриса приняла участие в съёмках фильма Педро Альмодовара «Возвращение». Крус была первой уведомлена о получении главной роли. Чтобы вжиться в роль, Пенелопа смотрела итальянские фильмы 1950-х годов с участием таких легендарных актрис, как Софи Лорен и Клаудия Кардинале. Образ Раймунды, старшей из детей, оставшихся без матери, сильной и решительной женщины, был с восторгом встречен критиками. Карина Чокано из The Los Angeles Times писала: «Крус, которая отметила, что в Голливуде ей редко разрешают быть чем-то больше, чем просто симпатичной, внушает уважение своей удивительной решительностью и силой характера». Сама Пенелопа Крус назвала персонажа Раймунду «одним из лучших подарков в своей жизни». Роль принесла Пенелопе номинации на «Оскар», «Золотой глобус», Премию Гильдии киноактёров США и BAFTA, однако все премии она проиграла Хелен Миррен, получившей статуэтки за фильм «Королева». У себя на родине Крус была удостоена премии «Гойя» в категории «Лучшая женская роль».
В 2008 году Крус снялась в трёх фильмах: «Элегия», «Манолете» и «Вики Кристина Барселона». В последнем она сотрудничала с известным режиссёром Вуди Алленом. Снявшись в роли психически неуравновешенной женщины Марии Елены, актриса получила положительные отзывы, а критик Ричард Роупер даже писал, что она заслуживает номинацию на «Оскар» за «её огненную, сумасшедшую и сексуальную работу». Крус была удостоена множества кинонаград, среди которых были BAFTA и «Гойя». На церемонии вручения премии «Оскар» она выиграла заветную статуэтку, став при этом первой испанской актрисой, получившей награду.
Через год Пенелопа появилась в музыкальном фильме Роба Маршалла «Девять» в роли Карлы Альбаназе, любовницы главного героя. По сообщениям журнала Variety, Крус пробовалась на роль главной героини Клаудии, которая в итоге досталась Николь Кидман. Сама Крус рассказывала, что для исполнения номера на сцене в одном из эпизодов фильма она три месяца разучивала танец. Вновь получив высокие оценки за своё исполнение, актриса была номинирована на «Оскар» и «Золотой глобус», но уступила награды Мо’Ник.

### 2010—2015: Последующая карьера

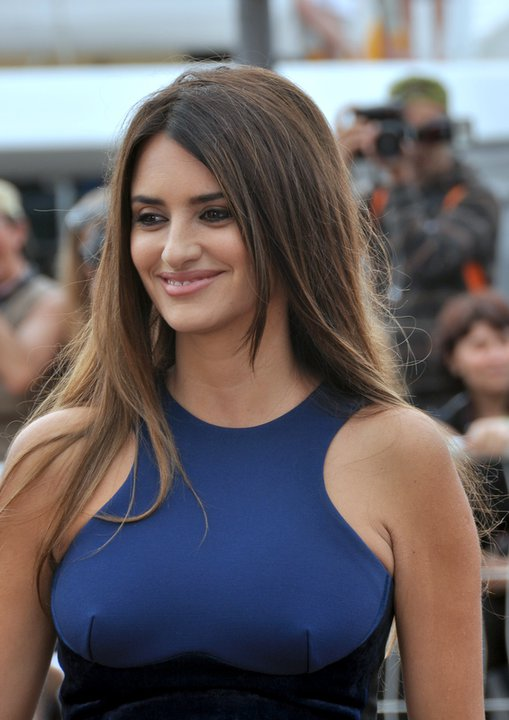
Крус на Каннском кинофестивале в 2011 году

В 2010 году Крус практически не появлялась на экранах: она заявила о себе только в эпизодической роли киноэкранизации телесериала «Секс в большом городе 2». Однако уже через год она приняла участие в съёмках своего самого крупного голливудского приключенческого фильма «Пираты Карибского моря: На странных берегах», где она вновь сотрудничала с режиссёром Робом Маршаллом. На вопрос Маршаллу, почему Крус являлась единственной кандидатурой на роль, он ответил: «Она подходит под описание как актриса, которая может встать к Джонни лицом к лицу и быть ему достойным соперником. <…> Она может быть и смешной, и умной, и шикарной, и хитрой, и красивой». Для роли Анжелики, любовницы Джека Воробья, актриса два месяца обучалась фехтованию. Также примечательно, что во время создания фильма Пенелопа была беременна, и в некоторых дублях её заменяла младшая сестра Моника.
1 апреля 2011 года за свой вклад в развитие киноиндустрии Пенелопа была удостоена Звезды на Голливудской Аллее Славы. Номер звезды — 2436.
В 2012 году актриса снова работала с Вуди Алленом, снявшись в его романтической комедии «Римские приключения». Роль Крус — уличная проститутка Анна, которая притворяется женой новобрачного. В фильме актриса разговаривала на итальянском языке. Она удостоилась благоприятных отзывов, а издание The Week отметило её работу как «буйную и мультяшно сексуальную». Другим её проектом стал «Рождённый дважды», рассказывающий о бесплодной итальянской женщине Джемме, которая возвращается в послевоенный Сараево, чтобы вновь пережить своё прошлое. Крус играла персонажа на разных этапах жизни — от подростка до зрелой женщины.
В 2013 году Пенелопа Крус появилась в триллере «Советник», где она исполнила роль второго плана — подруги главного героя, единственной не вовлечённой в торговлю наркотиками. Партнёрами Крус по съёмочной площадке были Майкл Фассбендер, Камерон Диас, Брэд Питт и Хавьер Бардем. С Бардемом актриса не снималась в совместных сценах.
В 2015 году Крус выступила сопродюсером испанской драмы «Ма Ма», а также исполнила в нём главную роль. Её перевоплощение — безработная учительница Магда, которая узнаёт, что больна раком груди, и начинает бороться за свою жизнь. «Один из самых непростых и красивых персонажей, который мне когда-либо предлагали», — так описала свою героиню актриса. Картина была показана на Международном кинофестивале в Торонто, где подверглась критике из-за «плаксивой сюжетной линии». Тем не менее актриса получила высокую оценку за её «классное исполнение» и новую номинацию на премию «Гойя».

### 2016 — наст. время: Новые проекты и дальнейший успех

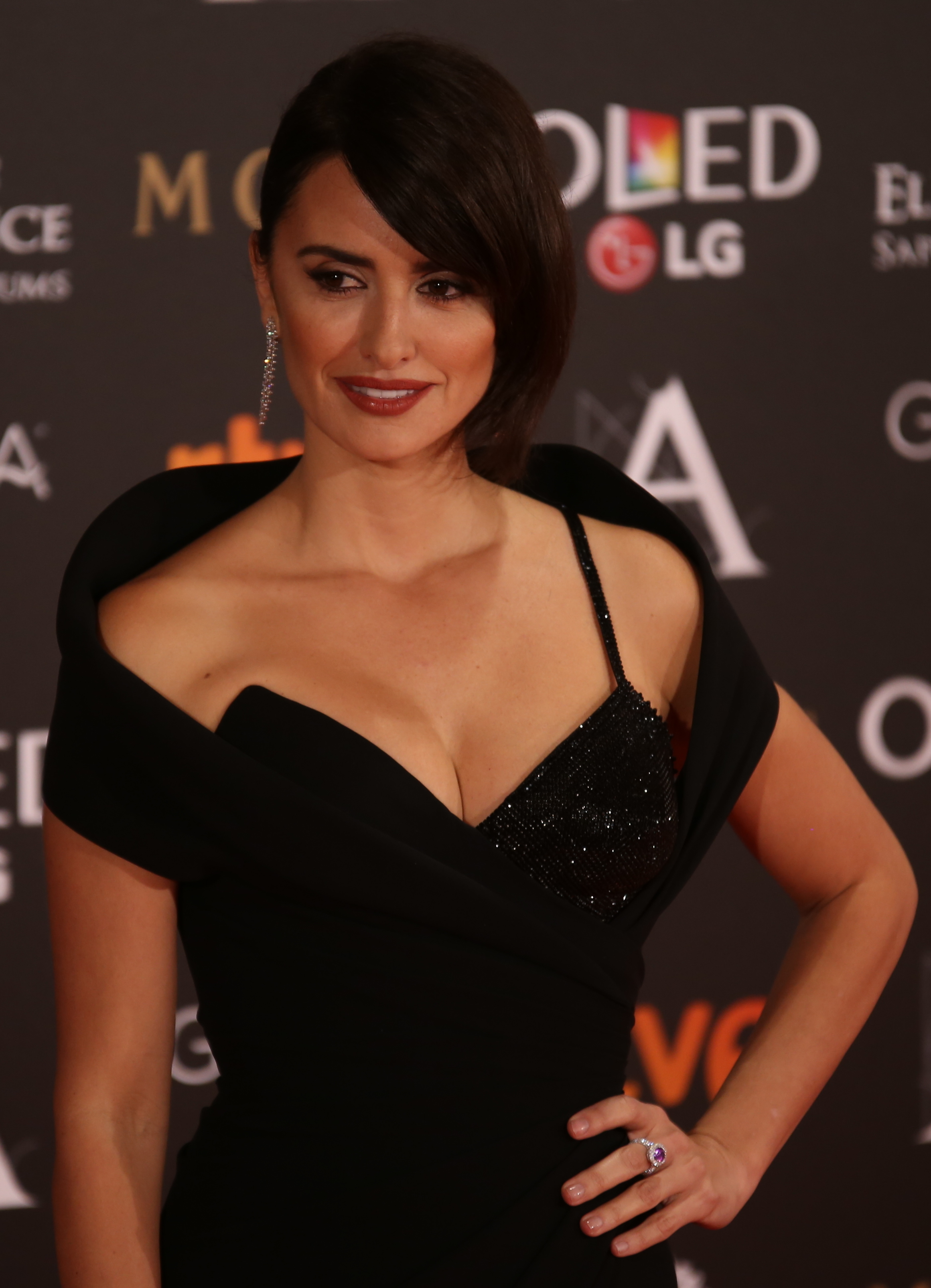
Пенелопа Крус на премии «Гойя» в 2017 году

2016 год начался для Пенелопы Крус с комедий. В «Образцовом самце № 2» Крус сыграла модного спецагента Валентину, расследующей убийство известных поп-звёзд. Актриса согласилась сниматься после того, как режиссёр фильма Бен Стиллер лично позвонил ей, поскольку, по её собственному признанию, она «очень любит первый фильм». Также, по утверждению Стиллера, Пенелопа была единственной кандидаткой на роль Валентины. Другой комедией с участием Крус стала лента «Братья из Гримсби», где её партнёрами по съёмочной площадке были Саша Барон Коэн и Марк Стронг. За съёмки актриса получила гонорар в размере 400 тыс. долларов. Большинство критиков посчитало, что Крус в этом фильме была очень недоиспользована. В этом же году она вернулась к роли певицы Макарены Гранады в трагикомедии «Королева Испании», сиквеле фильма 1998 года, которая принесла ей ещё одну номинацию на премию «Гойя».
В 2017 году Пенелопа Крус появилась в драматическом фильме «Эскобар», где она сыграла журналистку Вирхинию Вальехо, влюбившуюся в наркобарона Пабло Эскобара (его роль исполнил Хавьер Бардем). Фильм был показан вне конкурса на 74-м Венецианском кинофестивале. Чтобы сыграть роль Вальехо, актриса изучала сотни интервью журналистки. В этом же году она работала с Кеннетом Брана, снявшись в его фильме «Убийство в „Восточном экспрессе“», четвёртой адаптации одноимённого романа Агаты Кристи. Крус предстала в образе одной из пассажирок поезда — миссионерки Пилар Эстравадос, латиноамериканской версии персонажа романа Греты Олссон.
В 2018 году Крус сыграла Донателлу Версаче во втором сезоне сериала «Американская история преступлений». Эта роль стала её первой на телевидении. Во время подготовки к своей роли актриса консультировалась с самой Версаче. По словам исполнительного продюсера сериала Райана Мерфи, Крус лично попросила у модельера разрешения на воплощение её образа, и Версаче дала своё согласие. Исполнение роли актрисой было высоко оценено критиками, и принесло ей номинации на премии «Эмми» (первая в карьере) и «Золотой глобус». Также Крус вновь снялась с Хавьером Бардемом в испанском психологическом триллере режиссёра Асгара Фархади «Лабиринты прошлого», открывавшего 71-й Каннский кинофестиваль.
В 2019 году Крус появилась в очередном проекте Педро Альмодовара «Боль и слава». В этом же году на Венецианском кинофестивале впервые был показан фильм «Афера в Майами» с Пенелопой в главной роли.
В 2021 году актриса предстала в образе режиссёра Лолы Куэвас в сатирической комедии «Главная роль», а также в драме «Параллельные матери» (восьмая совместная работа Крус и Альмодовара), где она сыграла фотографа Джанис, запутавшуюся в отношениях с женатым мужчиной, что привело к её беременности. Оба фильма были представлены на 78-го Венецианском кинофестивале, где удостоились высоких оценок прессы, а за «Параллельных матерей» Крус была награждена Кубком Вольпи за лучшую женскую роль и в четвёртый раз номинировалась на премию «Оскар». Критики положительно отозвались о её роли. Стефани Захарек писала, что она исполнила, возможно, лучшую роль в своей карьере: «Хрупкость Джанис и её сила духа — две стороны одной медали, и Крус легко может переключиться с одного на другое на одном дыхании». Поддержал мнение Захарек и Дэвид Руни, посчитав роль актрисы «самой выдающейся работой со времён „Возвращения“». Оуэн Глейберман отметил «непосредственность» игры Крус, от которой «перехватывает дыхание». В конце этого же года Пенелопа Крус была удостоена награды от Музея современного искусства в Нью-Йорке за карьерные достижения в кино.
В 2022 году вышло три проекта с участием актрисы — голливудский боевик «Код 355», а также европейские драмы «Необъятность» и «На периферии». В последнем фильме Крус также выступила как исполнительный продюсер.
В 2023 году Крус исполнила одну из главных ролей вместе с Адамом Драйвером в спортивном байопике «Феррари». Она сыграла Лауру, жену известного автогонщика и предпринимателя Энцо Феррари. Для подготовки к роли актриса беседовала с жителями Модены и изучала исторические документы о Лауре. Её работа получила высокие отзывы критиков, в частности, Марлоу Стерн из Rolling Stone оценил игру актрисы как потенциальную кандидатуру на премию «Оскар».

## Другая деятельность

### СМИ и модельный бизнес
Самая трудная вещь в мире — начать карьеру, когда известна только ваша внешность, а затем попытаться стать серьёзной актрисой. Никто не будет воспринимать вас всерьёз, если вы известны лишь как миловидная женщина.
В 2006 году Крус стала официальной моделью французской компании L’Oréal и продвигает такие продукты, как краску для волос и тушь. За работу в этой компании актриса ежегодно получает $ 2 млн.
В 2001 году Пенелопа сотрудничала с американским модельером Ральфом Лореном. Также Крус появилась в печатной рекламе компании Mango. В 2007 году Пенелопа создала вторую коллекцию одежды для Mango вместе со своей сестрой Моникой. Коллекция была вдохновлена актрисой Брижит Бардо и летним сезоном в коммуне Сен-Тропе.
В 2010 году Крус была приглашённым редактором французской версии журнала Vogue. Актриса участвовала в провокационной фотосессии, уделив особое внимание моделям размера «плюс». В декабре этого же года Пенелопа появилась на обложке испанского издания Vogue, при этом её условием было не показывать беременность. Фотографом Крус выступил Питер Линдберг.

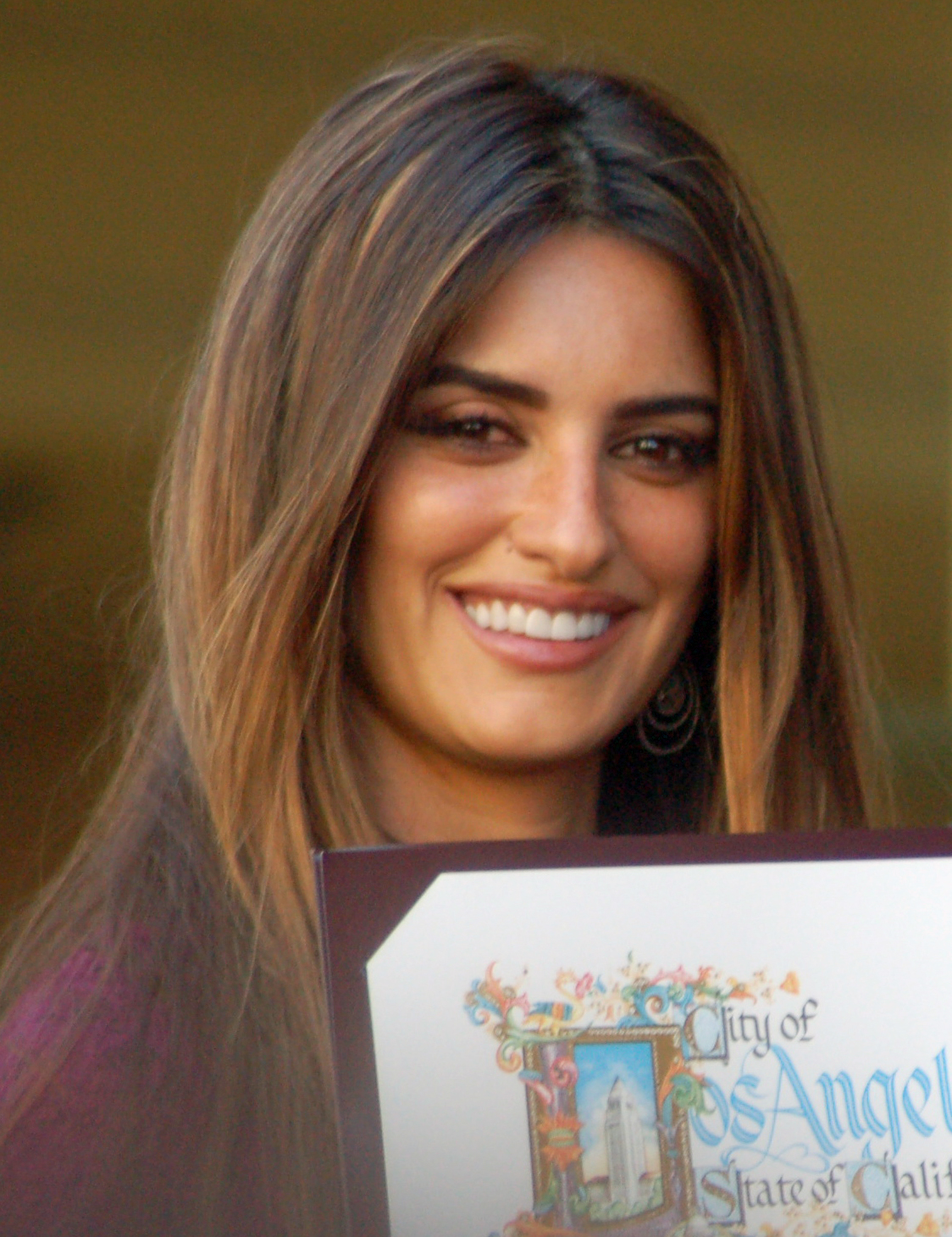
Крус на церемонии получения Звезды на Аллее славы в Голливуде, апрель 2011 года

В апреле 2010 года актриса стала новым лицом аромата Trésor от духов Lancôme, заменив Кейт Уинслет. Крус стала третьей официальной моделью-знаменитостью бренда наряду с Уинслет и Джулией Робертс.
Актриса также неоднократно признавалась СМИ одной из самых красивых женщин. В 2007 году Крус оказалась на 58 месте в списке Hot 100 по версии журнала Maxim. В 2011 году издание Men’s Health поставило её на 32 место в списке «100 самых горячих женщин всех времён». В 2014 году журнал Esquire присвоил актрисе 1 место среди самых сексуальных ныне живущих женщин.

### Благотворительность и активизм
Пенелопа Круc также активно занимается благотворительностью. В 1997 году актриса два месяца была волонтёром в Уганде. Через год она работала в Калькутте в детском доме матери Терезы. Свой первый гонорар она полностью пожертвовала в благотворительный фонд матери Терезы.
В начале 2000-х годов Крус посетила Непал, сделав фотографии тибетских детей для выставки, на которой присутствовал Далай-лама. Она также фотографировала подростков организации Pacific Lodge Boys' Home, большинство из которых являлись бывшими членами банд и выздоравливающими наркоманами. Актриса рассказывала: «Эти дети разбивают мне сердце. Я должна контролировать себя, чтобы не плакать. Не из жалости, а видя, насколько сложна жизнь и как трудно сделать правильный выбор».
В 2002 году Пенелопа стала главой одного из американских филиалов организации Sabera Foundation, занимающейся благотворительностью и предоставляющей женщинам и детям Калькутты лекарства, обеспечивающие их образование и работу. Крус работает в этой организации с 1999 года — фактически с момента основания компании испанским музыкантом Начо Кано.
Пенелопа также привлекала внимание общественности к проблеме нехватки доноров костного мозга. В 2008 году в Великобритании проводилась кампания по поддержке больных лейкемией. Актриса призналась, что она и не подозревала о существовании двух процедур сбора костного мозга, одна из которых оказалась очень простой и совершенно безболезненной. В интервью она сказала: «Я даже не ожидала, что второй способ настолько простой. Он позволит спасти жизнь многим людям».
Также Крус активно участвует в борьбе со СПИДом. В 2009 году она присоединилась к Педро Альмодовару и фронтмену группы U2 Боно, чтобы провести благотворительное мероприятие в пользу Глобального Фонда, который собирает средства для исследований в области борьбы со СПИДом. 1 декабря 2010 года, будучи беременной, актриса участвовала в освещении красными огнями небоскрёба Эмпайр-стейт-билдинг во Всемирный день борьбы со СПИДом.
В 2010 году Крус, Скарлетт Йоханссон, Джулия Робертс и Деми Мур собрали 333 тыс. долларов для помощи пострадавшим от произошедшего в Гаити землетрясения. Пенелопа и её муж Хавьер Бардем приняли участие в благотворительном вечере, устроенном организацией Chopard.
В 2012 и 2018 годах актриса появилась в рекламе организации PETA, направленной против использования меха животных.
В марте 2022 года Крус поддержала украинцев на фоне российского вторжения. В ноябре 2022 года актриса записала видео для ЮНИСЕФ, в котором заявила о страдании детей от голода в Южном Судане, связав это с войной на Украине. Данное видео вызвало общественный резонанс.

## Критика и оценка творчества
Спокойствие — это совершенно не про меня. Я постоянно волнуюсь, по любому поводу. Больше всего, конечно, на съёмочной площадке. И страх внутри — это то, что позволяет мне быть актрисой. Наверное, как только перестану бояться — перестану играть. Но чаще всего я беспокоюсь из-за пустяков. Все эти вечные: «А что, если…», звучащие в голове, иногда серьёзно мешают мне жить.
Пенелопа Крус неоднократно признавалась критиками «разносторонней», «знаменитой» и «величайшей» среди актрис Испании, а также «одной из лучших талантов своего поколения». Начавшая карьеру с драматических ролей в родной Испании, Крус впоследствии добилась международного успеха, прославившись своими работами как в европейских проектах, так и в голливудских фильмах.
Натали Кучик, оценивая творчество актрисы, писала: «В фильмах Пенелопы Крус вы либо любите, либо ненавидите её героинь. Она умеет играть милых и отвратительных персонажей. Независимо от того, какую роль она играет, одна вещь остаётся неизменной — это её красота. Она имеет не только естественную красоту, которая является неоспоримой, но и актёрский талант для поддержания её успешной карьеры. Независимо от того, какого героя она изображает, в фильмах Пенелопы Крус всегда есть удивительные сюжетные линии».
Канадский кинокритик Джон Фут признавался, что первоначально «презирал» Крус как актрису с её «визгливо-истеричной» работой в «Кокаине» и «гротескной» ролью в «Ванильном небе». По словам Фута, его точка зрения полностью поменялась после её перевоплощения в фильме «Возвращение», где она продемонстрировала «одарённость» и «рост» как исполнительница. Рецензируя Крус в целом, критик назвал её «чудом» и «актрисой мирового масштаба».
Ингрид Сисчи в свою очередь писала, что Крус, благодаря своим «феноменальным» ролям, смогла завоевать уважение критиков, и тем самым вошла в «крошечную плеяду» актрис, начавших свою карьеру в иностранных фильмах и затем ставших по-настоящему международными звёздами (Ингрид Бергман, Грета Гарбо, Софи Лорен и Марлен Дитрих). Она отмечала: «Как некоторые из тех актрис, у Крус нестандартная внешность — она даже немного носатая, — но её необычные особенности объединяются в запоминающуюся арию настоящей красоты».
Редактор Vogue Радхика Сет выделяла умение актрисы создавать персонажей «с точностью и нюансами», которые «за считанные секунды превращаются из вспыльчивых в поразительно уязвимых», а также её способность без усилий балансировать между различными иноязычными проектами.
Режиссёр Вуди Аллен отзывался о Крус так: «Я никогда не думал о ней как о личности, потому что, когда я работаю, я не интересуюсь человеком, за исключением исполнения роли. Когда она оказалась милой, это было приятно, но меня бы устроило, если бы она была стервой». Также он добавлял: «Мне не нравится напрямую смотреть на Пенелопу. Это слишком подавляюще». Работая с актрисой над фильмом «Римские приключения», Аллен сравнивал её с итальянскими легендами Анной Маньяни и Софи Лорен. В другом интервью режиссёр называл Крус «великой актрисой от природы».
Непосредственное влияние на творчество Крус оказал Педро Альмодовар. Актриса сказала в одном интервью: «В конце моей жизни он будет в числе тех, кого я любила больше всего». Альмодовар, в свою очередь, говорил, что Крус «была рождена, чтобы стать актрисой. Она человек, который является чрезвычайно эмоциональным, и если бы она не стала актрисой, это было бы проблемой для неё». Однажды он даже назвал Пенелопу своей музой.
Ребекка Холл, коллега Крус по фильму «Вики Кристина Барселона», описывала её как «истинное воплощение кинозвезды». Талант актрисы также отмечали певцы Рики Мартин и Азалия.

## Личная жизнь
Материнство — это самое лучшее, что может случиться с женщиной. Грудное вскармливание — это самое прекрасное, что есть в отношениях матери и ребёнка в первые месяцы. Я рада, что у меня хватило молока на целый год.
Пенелопа в дружеских отношениях с испанским режиссёром Педро Альмодоваром. Они знакомы с 1997 года и совместно работали над многими проектами. Лучшая подруга Крус — мексиканская актриса Сальма Хайек.
Актриса на протяжении трёх лет была в отношениях c Томом Крузом, которые начались после их совместной работы в фильме «Ванильное небо». В апреле 2003 года она выиграла иск против австралийского журнала New Idea за диффамацию в статье о её отношениях с Крузом. В январе 2004 года стало известно о расставании пары. Затем актриса с 2005 по 2006 год встречалась с Мэттью Макконахи.
В апреле 2007 года Крус рассказала в интервью испанскому изданию журнала Marie Claire, что хотела бы не только завести, но и усыновить детей.
В 2007 году Пенелопа начала встречаться с актёром Хавьером Бардемом (род. 1969), работавшим с ней в нескольких фильмах. В июле 2010 года они поженились на Багамских Островах в доме их друга. У супругов есть двое детей — сын Леонардо (род. 25 января 2011) и дочь Луна (род. 22 июля 2013).

## Фильмография
| Год  |     | Русское название                                           | Оригинальное название                                     | Роль                      |
| ---- | --- | ---------------------------------------------------------- | --------------------------------------------------------- | ------------------------- |
| 1991 | с   | Розовая серия                                              | Série rose                                                | Дафна / Жавот / Джульетта |
| 1992 | ф   | Ветчина, ветчина                                           | Jamón, jamón                                              | Сильвия                   |
| 1992 | ф   | Изящная эпоха                                              | Belle epoque                                              | Лус                       |
| 1992 | с   | Капкан                                                     | Framed                                                    | Лола дель Морено          |
| 1993 | ф   | Греческий лабиринт                                         | El laberinto griego                                       | Элиса                     |
| 1993 | ф   | Бунтарь                                                    | La ribelle                                                | Энца                      |
| 1993 | ф   | Ради любви, только ради любви                              | Per amore, solo per amore                                 | Мари                      |
| 1994 | ф   | Смешно, но не очень                                        | Alegre ma non troppo                                      | Саломея                   |
| 1994 | ф   | Это ложь                                                   | Todo es mentira                                           | Лусия                     |
| 1995 | ф   | Среди красных                                              | Entre rojas                                               | Лусия                     |
| 1995 | ф   | Эффект бабочки                                             | El efecto mariposa                                        | гость на вечеринке        |
| 1996 | ф   | Ведьмы                                                     | Brujas                                                    | Патрисия                  |
| 1996 | ф   | Селестина                                                  | La Celestina                                              | Мелиби                    |
| 1996 | ф   | Больше, чем любовь                                         | Más que amor, frenesí                                     | Лаура                     |
| 1997 | ф   | Опасности любви                                            | El amor perjudica seriamente la salud                     | Диана Балагер в молодости |
| 1997 | ф   | Райский уголок                                             | Et hjørne af paradis                                      | донья Элена               |
| 1997 | ф   | Живая плоть                                                | Carne trémula                                             | мать Виктора              |
| 1997 | ф   | Открой глаза                                               | Abre los ojos                                             | София                     |
| 1998 | ф   | Дон Жуан                                                   | Don Juan                                                  | Матюрина                  |
| 1998 | ф   | Человек с дождём в ботинках                                | The Man with Rain in His Shoes                            | Луиза                     |
| 1998 | ф   | Разговор ангелов                                           | Talk of Angels                                            | Пилар                     |
| 1998 | ф   | Девушка твоей мечты                                        | La niña de tus ojos                                       | Макарена Гранада          |
| 1998 | ф   | Страна холмов и долин                                      | The Hi-Lo Country                                         | Хосефа О’Нил              |
| 1999 | ф   | Всё о моей матери                                          | Todo sobre mi madre                                       | сестра Роса               |
| 1999 | ф   | Обнажённая маха                                            | Volavérunt                                                | Пепита Тудо               |
| 2000 | ф   | Женщина сверху                                             | Woman on Top                                              | Изабелла Оливейра         |
| 2000 | ф   | Неукротимые сердца                                         | All the Pretty Horses                                     | Алехандра                 |
| 2001 | ф   | Кокаин                                                     | Blow                                                      | Мирта Джанг               |
| 2001 | ф   | Выбор капитана Корелли                                     | Captain Corelli's Mandolin                                | Пелагия                   |
| 2001 | ф   | Нет вестей от Бога                                         | Sin noticias de Dios                                      | Кармен Рамос              |
| 2001 | ф   | Ванильное небо                                             | Vanilla Sky                                               | София Серрано             |
| 2002 | ф   | Проснувшись в Рино                                         | Waking Up in Reno                                         | Бренда                    |
| 2003 | ф   | Шоу века                                                   | Masked and Anonymous                                      | Пэган Лейс                |
| 2003 | ф   | Фанфан-тюльпан                                             | Fanfan la tulipe                                          | Аделина ла Франшиз        |
| 2003 | ф   | Готика                                                     | Gothika                                                   | Хлое Сава                 |
| 2004 | ф   | Не уходи                                                   | Non ti muovere                                            | Италия                    |
| 2004 | ф   | Голова в облаках                                           | Head in the Clouds                                        | Мия                       |
| 2004 | ф   | Ноэль                                                      | Noel                                                      | Нина Васкес               |
| 2005 | ф   | Сахара                                                     | Sahara                                                    | доктор Ева Рохас          |
| 2005 | ф   | Хромофобия                                                 | Chromophobia                                              | Глория                    |
| 2006 | ф   | Бандитки                                                   | Bandidas                                                  | Мария Альварес            |
| 2006 | ф   | Возвращение                                                | Volver                                                    | Раймунда                  |
| 2007 | ф   | Спокойной ночи                                             | The Good Night                                            | Анна                      |
| 2008 | ф   | Элегия                                                     | Elegy                                                     | Консуэла Костильо         |
| 2008 | ф   | Вики Кристина Барселона                                    | Vicky Cristina Barcelona                                  | Мария Елена               |
| 2008 | ф   | Манолете                                                   | Manolete                                                  | Лупе Сино                 |
| 2009 | кор | Советница-каннибал                                         | La concejala antropófaga                                  | Пина                      |
| 2009 | ф   | Разомкнутые объятия                                        | Los abrazos rotos                                         | Лена                      |
| 2009 | мф  | Миссия Дарвина                                             | G-Force                                                   | морская свинка Хуарес     |
| 2009 | ф   | Девять                                                     | Nine                                                      | Карла                     |
| 2010 | ф   | Секс в большом городе 2                                    | Sex and the City 2                                        | Кармен                    |
| 2011 | ф   | Пираты Карибского моря: На странных берегах                | Pirates of the Caribbean: On Stranger Tides               | Анжелика                  |
| 2012 | ф   | Римские приключения                                        | To Rome with Love                                         | Анна                      |
| 2012 | ф   | Рождённый дважды                                           | Venuto al mondo                                           | Джемма                    |
| 2013 | ф   | Советник                                                   | The Counselor                                             | Лаура                     |
| 2015 | ф   | Ма Ма                                                      | Ma ma                                                     | Магда                     |
| 2016 | ф   | Королева Испании                                           | The Queen of Spain                                        | Макарена Гранада          |
| 2016 | ф   | Образцовый самец № 2                                       | Zoolander 2                                               | Валентина                 |
| 2016 | ф   | Братья из Гримсби                                          | Grimsby                                                   | Ронда Джордж              |
| 2017 | ф   | Эскобар                                                    | Loving Pablo                                              | Вирхиния Вальехо          |
| 2017 | ф   | Убийство в «Восточном экспрессе»                           | The Murder on the Orient Express                          | Пилар Эстравадос          |
| 2018 | с   | Убийство Джанни Версаче: Американская история преступлений | The Assassination of Gianni Versace: American Crime Story | Донателла Версаче         |
| 2018 | ф   | Лабиринты прошлого                                         | Todos lo saben                                            | Лаура                     |
| 2019 | ф   | Боль и слава                                               | Dolor y gloria                                            | Джакинта                  |
| 2019 | ф   | Афера в Майами                                             | Wasp Network                                              | Ольга Салануэва-Гонсалес  |
| 2021 | ф   | Главная роль                                               | Competencia oficial                                       | Лола Куэвас               |
| 2021 | ф   | Параллельные матери                                        | Madres paralelas                                          | Джанис                    |
| 2022 | ф   | Код 355                                                    | The 355                                                   | Грасьела Ривела           |
| 2022 | ф   | Необъятность                                               | L'immensità                                               | Клара                     |
| 2022 | ф   | На периферии                                               | En los márgenes                                           | Азусена                   |
| 2023 | ф   | Феррари                                                    | Ferrari                                                   | Лаура Феррари             |
| 2026 | ф   | Невеста                                                    | The Bride!                                                | Мирна                     |
|      | ф   | Пьяница                                                    | Day Drinker                                               |                           |

## Награды и номинации
Помимо творческих, Пенелопа Крус также является обладательницей нескольких специальных премий. В 2006 году во Франции актрису наградили Орденом искусств и литературы III степени. В 2007 году королева Испании София вручила Пенелопе золотую медаль за продвижение испанской культуры в США.
Полный список см. на сайте IMDb.com.
| Награда                         | Год  | Категория                                                                    | Фильм                                                      | Итог      |
| ------------------------------- | ---- | ---------------------------------------------------------------------------- | ---------------------------------------------------------- | --------- |
| «Оскар»                         | 2007 | Лучшая женская роль                                                          | Возвращение                                                | Номинация |
| «Оскар»                         | 2009 | Лучшая женская роль второго плана                                            | Вики Кристина Барселона                                    | Победа    |
| «Оскар»                         | 2010 | Лучшая женская роль второго плана                                            | Девять                                                     | Номинация |
| «Оскар»                         | 2022 | Лучшая женская роль                                                          | Параллельные матери                                        | Номинация |
| BAFTA                           | 2007 | Лучшая женская роль                                                          | Возвращение                                                | Номинация |
| BAFTA                           | 2009 | Лучшая женская роль второго плана                                            | Вики Кристина Барселона                                    | Победа    |
| Венецианский кинофестиваль      | 2021 | Кубок Вольпи за лучшую женскую роль                                          | Параллельные матери                                        | Победа    |
| Каннский кинофестиваль          | 2006 | Лучшая женская роль                                                          | Возвращение                                                | Победа    |
| Давид ди Донателло              | 2004 | Лучшая женская роль                                                          | Не уходи                                                   | Победа    |
| Премия Европейской киноакадемии | 1999 | Лучшая женская роль                                                          | Девушка твоей мечты                                        | Номинация |
| Премия Европейской киноакадемии | 2004 | Лучшая женская роль                                                          | Не уходи                                                   | Номинация |
| Премия Европейской киноакадемии | 2006 | Лучшая женская роль                                                          | Возвращение                                                | Победа    |
| Премия Европейской киноакадемии | 2009 | Лучшая женская роль                                                          | Разомкнутые объятия                                        | Номинация |
| «Золотой глобус» (Италия)       | 1994 | Лучшая женская роль                                                          | Ради любви, только ради любви                              | Номинация |
| «Золотой глобус»                | 2007 | Лучшая женская роль — драма                                                  | Возвращение                                                | Номинация |
| «Золотой глобус»                | 2009 | Лучшая женская роль второго плана                                            | Вики Кристина Барселона                                    | Номинация |
| «Золотой глобус»                | 2010 | Лучшая женская роль второго плана                                            | Девять                                                     | Номинация |
| «Золотой глобус»                | 2019 | Лучшая женская роль второго плана в мини-сериале, телесериале или телефильме | Убийство Джанни Версаче: Американская история преступлений | Номинация |
| «Гойя»                          | 1993 | Лучшая женская роль                                                          | Ветчина, ветчина                                           | Номинация |
| «Гойя»                          | 1999 | Лучшая женская роль                                                          | Девушка твоей мечты                                        | Победа    |
| «Гойя»                          | 2005 | Лучшая женская роль                                                          | Не уходи                                                   | Номинация |
| «Гойя»                          | 2007 | Лучшая женская роль                                                          | Возвращение                                                | Победа    |
| «Гойя»                          | 2009 | Лучшая женская роль второго плана                                            | Вики Кристина Барселона                                    | Победа    |
| «Гойя»                          | 2010 | Лучшая женская роль                                                          | Разомкнутые объятия                                        | Номинация |
| «Гойя»                          | 2012 | Лучшая женская роль                                                          | Рождённый дважды                                           | Номинация |
| «Гойя»                          | 2016 | Лучшая женская роль                                                          | Ма Ма                                                      | Номинация |
| Голливудский кинофестиваль      | 2006 | Актриса года                                                                 |                                                            | Победа    |
| Кинонаграды MTV                 | 2002 | Лучший прорыв года                                                           | Кокаин                                                     | Номинация |
| «Золотая малина»                | 2002 | Худшая женская роль                                                          | Кокаин Выбор капитана Корелли Ванильное небо               | Номинация |
| «Спутник»                       | 2006 | Лучшая женская роль                                                          | Возвращение                                                | Номинация |
| «Спутник»                       | 2008 | Лучшая женская роль второго плана                                            | Элегия                                                     | Номинация |
| «Спутник»                       | 2009 | Лучшая женская роль                                                          | Разомкнутые объятия                                        | Номинация |
| «Спутник»                       | 2009 | Лучшая женская роль второго плана                                            | Девять                                                     | Номинация |
| «Спутник»                       | 2009 | Лучший актёрский ансамбль                                                    | Девять                                                     | Победа    |
| «Спутник»                       | 2022 | Лучшая женская роль                                                          | Параллельные матери                                        | Номинация |
| Премия Гильдии киноактёров США  | 2007 | Лучшая женская роль                                                          | Возвращение                                                | Номинация |
| Премия Гильдии киноактёров США  | 2009 | Лучшая женская роль второго плана                                            | Вики Кристина Барселона                                    | Номинация |
| Премия Гильдии киноактёров США  | 2010 | Лучшая женская роль второго плана                                            | Девять                                                     | Номинация |
| Премия Гильдии киноактёров США  | 2010 | Лучший актёрский состав в игровом кино                                       | Девять                                                     | Номинация |
| Премия Гильдии киноактёров США  | 2019 | Лучшая женская роль в телефильме или мини-сериале                            | Убийство Джанни Версаче: Американская история преступлений | Номинация |
| «Эмми»                          | 2018 | Лучшая актриса второго плана в мини-сериале или фильме                       | Убийство Джанни Версаче: Американская история преступлений | Номинация |